# Werner Bergengruen
Werner Bergengruen (Riga, 16 settembre 1892 – Baden-Baden, 4 settembre 1964) è stato uno scrittore tedesco nativo della Livonia, regione sul Baltico, esponente di un certo livello della Letteratura tedesca del Primo Novecento.
È autore di novelle e romanzi d'impianto spiccatamente novellistico spesso incentrate sul tema del peccato e della debolezza umana.

## Opere
- Die Feuerprobe ("La prova del fuoco") - novella del 1933
- Die drei Falken ("I tre falconi") - novella del 1937
- Der grosstyran und das Gericht ("Il grande tiranno") - romanzo del 1935
- Am himmel wie auf Erden ("Così in cielo così in terra") - romanzo del 1940
- Der letze Rittmeister ("L'ultimo capitano") - raccolta di novelle del 1952